# Dimităr Grekov
Dimităr Panajotov Grekov (in bulgaro Димитър Панайотов Греков?; Bolhrad, 14 settembre 1847 – Sofia, 7 maggio 1901) è stato un politico bulgaro e primo ministro del principato di Bulgaria dal 30 gennaio al 13 ottobre 1899.

## Biografia
Nacque a Bolhrad, in Bessarabia, nell'odierna Ucraina. Suo padre era un commerciante. Si diplomò al liceo centrale di Bolhrad nel 1868. Grekov si laureò quindi in giurisprudenza all'accademia di Aix-en-Provence nel 1875. Negli anni successivi lavorò come avvocato a Brăila, in Romania. Dopo l'indipendenza della Bulgaria ricoprì l'incarico di presidente della corte suprema a Sofia (1879). Si unì al partito conservatore e prese parte al governo di Todor Burmov, come ministro della giustizia, e al primo governo di Todor Tărnovski, come ministro della giustizia, e temporaneamente come ninistro degli interni (1879-1880). Dal 1881 divenne vicepresidente del Consiglio di Stato (1881-1882) e ministro della giustizia nel governo di Leonid Sobolev (1882-1883). Nel 1884 divenne membro ordinario della Compagnia letteraria bulgara, oggi Accademia Bulgara delle Scienze.
Dopo l'unificazione della Rumelia Orientale con il principato di Bulgaria venne incaricato dal principe Alessandro I di una fallimentare missione diplomatica presso il re serbo Milan. Nel 1886 ricoprì l'incarico di rappresentante diplomatico a Costantinopoli. Durante il periodo della crisi dopo l'abdicazione del principe Alessandro I nel 1886 Grekov si unì al partito nazional-liberale. Prese parte alla delegazione che condusse trattative per l'insediamento sul trono bulgaro di Ferdinando di Sassonia-Coburgo-Gotha. Dal 1890 al 1894 prese parte al governo di Stefan Stambolov, dal 2 novembre 1890 al 19 maggio 1894 fu ministro degli interni, mentre dal 20 settembre 1891 al 13 febbraio 1892 fu anche temporaneamente ministro della giustizia.
Dopo l'assassinio di Stambolov nel 1895 divenne leader del partito nazional-liberale, carica che ricoprì fino al 1897. Dopo rassegnò le dimissioni e abbandonò lo stesso partito, dedicandosi all'attività di avvocato. A causa dei suoi stretti contatti con la corte nel 1899 il principe Ferdinando lo incaricò di formare un nuovo governo, nel quale i restanti ministri provenivano dal partito liberale (radoslavisti). Fece tutti gli sforzi per far entrare nel governo i suoi ex-compagni, gli stambolovisti, cosa che incontrò notevole resistenza da parte dei radoslavisti. Il 13 ottobre 1899 fu costretto a dare le dimissioni. Subito dopo ridivenne leader del partito nazional-liberale, la cui carica mantenne fino alla morte inaspettata nel maggio 1901.